# Herman van Veen (album)
Herman van Veen is het eerste studioalbum van Herman van Veen. Het album kwam uit in 1968. 

## Nummers
| Nr. | Titel                                                | Schrijver(s)                              | Duur |
| --- | ---------------------------------------------------- | ----------------------------------------- | ---- |
| 1.  | Harlekijn lied                                       | Antonio Caldara, Herman van Veen          | 2:09 |
| 2.  | Diner (Le Diner)                                     | Charles Aznavour, Harrie Geelen           | 3:13 |
| 3.  | Waar blijft de tijd (On Ne Voit Pas Le Temps Passer) | Jean Ferrat, Ferenc Schneiders            | 2:40 |
| 4.  | De sonate voor piano (La Sonate Pour Piano)          | Roland Arday, Harrie Geelen               | 3:36 |
| 5.  | De neus (Les Nez)                                    | Jack Say, Charles Aznavour, Harrie Geelen | 2:21 |
| 6.  | Vrouwen                                              | Nico Knapper, Herman van Veen             | 2:22 |
| 7.  | Platenlied                                           | Herman van Veen                           | 1:42 |

| 8.                 | Drie schuintambours                                             | Herman van Veen                    | 3:44 |
| 9.                 | Hun eerste woning                                               | Erik van der Wurff, Willem Wilmink | 2:03 |
| 10.                | De poort                                                        | Jules de Corte                     | 2:09 |
| 11.                | Blonde Bert en Zwarte Bart (Le Petit Brun Et Les Grands Blonds) | Claude Nougaro, Hans Andreus       | 2:00 |
| 12.                | Sterven in de zon (Mourir Au Soleil)                            | Jean Ferrat, Ferenc Schneiders     | 2:51 |
| 13.                | Het hondje                                                      | Herman van Veen                    | 3:31 |
| 14.                | Harlekijn lied                                                  | Antonio Caldara, Herman van Veen   | 0:45 |
| Totale duur: 35:06 |                                                                 |                                    |      |